# Skjold
 For alternative betydninger, se Skjold (flertydig). (Se også artikler, som begynder med Skjold)
Et skjold har til opgave at afværge modstanderens slag. Som regel holdes skjoldet i hånden. Det er umuligt at datere det første skjold, men vi ved, at man fra antikken til den sene middelalder har brugt det som en fast del af kampudrustningen. Et skjold er en enkel maskine, som har en omvendt kileeffekt og en impulstidsspredende virkning. Effekten af den omvendte kileeffekt er at spidse tings kraft over et lille areal, spredes via det stive skjold til håndens og armens knogler. Den impulstidsspredende virkning skyldes skjoldets masse: Skjoldet har i dag skiftet karakter og kan ses som udrustning for bl.a. politistyrker.

## De tidligste skjolde
Skjolde blev lavet af træ eller huder og er dermed let nedbrydelige. De skjolde, man kan se hos naturfolk i Afrika, er videreudviklede af antikkens skjolde.

## Fund i Danmark
Det første fund i Danmark er af skjoldbuler (den halvkugle af jern, der sidder midt på skjoldet og beskytter bærerens hånd). Herfra kan man kun gisne om størrelse og udseende af selve skjoldet. I 2008 er der fundet et intakt skjold i Slagelse. Det måler 80-90cm i diameter. Man mener det stammer fra slutningen af 900 tallet.

## Skjold som vigtigt våben
Man ved, at skjolde har været en vigtig del af udrustningen på slagmarken i oldtiden. Men romerne gjorde skjoldet til det ultimative defensive våben. Deres skjold (scutum) udvikledes fra runde og ovale til rektangulære skjolde. De var store nok til at en mand kunne skjules bag skjoldet. Samtidig buede overfladen, så pile, slag og andre angreb kunne bøje af uden at overføre den samlede angrebskraft til skjoldet.
Den mest kendte brug af skjolde fra den græske æra ses i angrebstaktikken "phalanx", som består af en hær i geled i en firkantet formation. Under angreb kunne "phalanxen" danne en skjoldborg (testudo i romersk krigsførelse), som kunne sikre, at fremrykning kunne foregå, selv om formationen blev overdænget med pile og sten. Phalanxen og især skjoldborgen var frygtet.
Skjoldborgen er gjort kendt og populær i tegneserien "Asterix og Co" , hvor man ser romerske formationer danne en skjoldborg.

## I dansk historie
Skjolde blev brugt flittigt af nordiske vikinger. Hver kriger dekorerede sit eget skjold, eller det bar stammens farver. På den måde kunne man se, hvem der var ven, og hvem der var fjende på slagsmarken.
Skjoldene var lavet af en slags brædder og kunne være overtrukket med dyrehud. I midten var skjoldbulen, der var lavet af jern. På bagsiden af den var et håndtag til at holde skjoldet med. Der har også været en rem på indersiden hvor skjoldet kunne spændes på underarmen tæt ved albuen, eller en skulderrem så skjoldet kunne bæres på skulderen. Nogle skjolde fra vikingetiden har også en jernrem i stil med et tøndebånd på omkredsen, der gav yderligere styrke. Hvor meget jern der har været på skjoldets yderside har nok været afhængig af den enkelte krigers styrke. Fundene er begrænsede til en mængde skjoldbuler.
Vikingeskjold var helt runde.
Vikingeskibe og langbåde er tit gengivet med skjolde langs rælingen, men der er ikke beviser for det. Hvis vikinger har haft skjoldene på siden af skibet, kan det have flere årsager.
Såfremt hver krigers skjold var unikt, ville man kunne se hvem der sejlede med skibet, og det kunne muligvis også være en måde at vise, at en kriger var faldet (hvis hans skjold ikke var på plads ved hjemkomsten).
Det kan også have haft den praktiske grund, at når en langbåd blev sejlet op på kysten, var skjoldene lige ved hånden, når krigerne sprang over bord og angreb.

## Skjoldets bemaling
De skjolde, der er fundet, bærer spor af farve. Heraf udvikledes middelalderens heraldik. Heraldik benyttes i dag i bl.a. byvåben og våbenskjolde.

## Prærieindianere

### Skjolde som klippekunst
I Writing-On-Stone Provinspark, Alberta, ses mange figurer med næsten kropsstore skjolde indridset i sandstenene af forskellige prærieindianere.
To steder i Montana, Bear Gulch og Atherton Canyon, er 1024 skjoldbærere gengivet som klippekunst fra omkring år 1500-1600 og fremefter. Mere end 800 af de tilnærmelsesvis runde skjolde har individuelle designs i form af f.eks. cirkler, kors, fugle, lyn eller slanger, bjørne og bjørnespor.

### Skjolde i 1700 - og 1800-tallet
Før hestens udbredelse på prærien i 1700-tallet brugte indfødte fodkrigere svært gennemtrængelige og næsten kropsstore skjolde.:8 
Et mindre skjold af skind lavet af krigere på prærien i 1800-tallet var ofte skabt på baggrund af en vision, dog ikke nødvendigvis krigerens egen.:27  Dets evne til at beskytte ejermanden beroede især på dets tillagte magiske egenskaber og mindre på skjoldets evne til fysisk at stoppe en pil eller kugle.:65  Visse skjolde siges dog at kunne have modstået et pileskud.:17  Ikke sjældent tog krigeren kun det bemalede skinddække eller en hellig genstand fra skjoldet med på et togt. Andre satte deres lid til en lille og let kopi af deres tungere og mindre håndterlige skjold.:66 
Da skjoldet var en hellig genstand, skulle ejeren gerne overholde visse tabuer tilknyttet specielt det.:38  Når det var muligt til daglig, hang skjoldet gerne vendt mod solen på en trefod udenfor tipien.:154  Før kamp sænkede cheyenne krigere skjoldet mod jorden og rystede det fire gange og gentog derpå handlingen med skjoldet løftet mod solen.:216 
Krigerselskaber brugte ofte et unikt skjold som et emblem at genkende dets medlemmer på.:17 
Andre selskaber kunne have særlige skjolde, der ikke var beregnet til at bære i krig. Et rødmalet skjold med fire sorte bisonhorn afbilledet var den vigtigste genstand for pawnee stammens Buffalo Doctors,:605  der tog både sårede krigere og syge folk i behandling.:419 
Et skjold var et værdsat krigsbytte,:38  og erobringen af et skjold under kamp eller ved behændighed var en anerkendt krigerbedrift blandt f.eks. crower og pieganer.:403 
Et skjold kunne gå i arv fra far til søn:67  og fra bror til bror.:407  Efter ønske kunne det også følge en afdød på dennes sidste færd.:403  I visse stammer var det muligt at erhverve et skjold ved at følge fastlagte regler under købet som f.eks. brug af røgelse og afsyngelse af hellige sange. Et skjold kunne løbe op i en hest med tilhørende udstyr.:117 

### Mytologisk grundlag
Kiowaernes tradition med at gengive bestemte dyr eller kraftfulde symboler på et krigerskjold skyldes myten om Grandmother Spider og de to ”half-boys” (en dreng, Sun Boy, flækket i to dele af en flyvende træring fra Solens stav og ring spil). Efter at de to halve drenge havde dræbt fire gigantiske bjørne lærte Grandmother Spider dem at blande farver og bemale deres skjolde.:8-9 

### Visioner om skjolde
Kvinderne i lakotaernes Double Woman kult fik visioner om særdeles effektive skjolde.:94  En crow så syv skjolde i den samme vision og fremstillede dem alle.:70  Cheyennerne i Red Shield krigerselskabet bar røde skjolde af bisonskind med halen stadig siddende på:17  som anvist af profeten Sweet Medicine.:36  En brulé lakota så en hvid bison i en vision og stiftede White Badges selskabet, hvis skjolde var kendetegnet ved en hvid stribe hen over det.:264 

### Fremstilling af et skjold
Ved forsigtigt at varmebehandle et udskåret stykke skind, ofte fra en bison, skrumpede skjoldmageren dette ind til den ønskede størrelse.:65  Diameteren varierede fra 75 cm (shoshone i 1805) til 43 cm (sioux).:163  Skjoldtykkelsen var på ca. 2 cm.:162  Blackfoot-krigere gav deres skjolde en buet overfalde ved først at krympe skindet med kogende vand og derpå lægge det til tørre over en form af jord med en svag forhøjning.:163  Skjoldet fik bæreremme, så det kunne transporteres hængende på et sadelhorn:37  eller bæres på ryggen.:117 
Et eller flere skjolddækker eller –hylstre af tyndere skind beskyttede skjoldet til daglig. Ofte var disse forsynet med symboler og hellige genstande og ikke selve skjoldet.:163 
Miniature skjolde var tro kopier af krigernes originale skjolde, men med en diameter på kun ca. 15 cm. Krigerne bar dem i håret eller i en snor om halsen.:66 

### Skjoldets bemaling og tilføjede objekter
På blackfoot-skjolde ses hyppigt gengivelser af bisoner samt solen og andre himmellegemer.:117  Farverne sort, rød og grøn er de mest brugte.:163  Kiowaer malede f.eks. bjørne og bjørnespor, tordenfugle:9  eller medfølgende dyr set i en vision på deres skjolde.:198  Så længe det var i harmoni med visionen bag skjoldet, kunne indtørrede fuglehoveder, fjer samt dyreskind og andet fastgøres på det.:60  Blandt Oglala Lakotaerne helliggjorde en shaman eller medicinmand et skjold ved at sætte en lille skindpose, der indeholdt magiske plantedele åbenbaret for shamanen i en vision, på det.:81 